# El niño de los Parker
El niño de los Parker (In the Best of Families) es una obra de teatro en tres actos de los autores estadounidenses Anita Hart y Maurice Braddell, estrenada en 1931.

## Argumento
En la puerta de una casa burguesa de Long Island aparece un bebé, y uno de los habitantes es, sin duda, el padre. En la casa habitan el anciano y acaudalado Derek Hamilton, su hijo Bronson y sus tres nietos, Derek II, James y Charles, uno de los cuales debe ser el responsable. Sin embargo un escándalo social es lo último que puede permitirse la familia.

## Personajes
- June Kingsley
- Edwards
- Col. Derek Hamilton
- Sarah Mooreside
- Hilda
- James Hamilton
- Milllicent Hamilton
- Charles Hamilton
- Derek Hamilton, II
- Dr. Fairfield
- Bronson Hamilton
- Helen Hamilton
- Mrs. Poppy Davis
- Jeanette LaRue

## Estreno
La obra se estrenó en el Bijou Theatre de Broadway el 2 de febrero de 1931, y contó entre sus intérpretes con Charles Richman, Alfred Brown, Florence Edney, David Morris y Kendall Foster.

## La obra en España
La pieza fue traducida al castellano por Vicente Balart, que situó la acción en Londres y rebautizó el apellido de la familia, titulando la obra como El niño de los Parker.
Se estrenó en el Teatro Infanta Beatriz de Madrid el 13 de marzo de 1963, dirigida por Cayetano Luca de Tena y con actuación de Guillermo Marín, Mari Carmen Prendes, Antonia Mas, Pedro Osinaga, Amparo Baró y Pedro Espinosa.
Contó también con una versión televisiva que se emitió en el espacio Estudio 1 de TVE el 20 de febrero de 1968, interpretada por Marín y Prendes (ambos repitiendo papel), Pilar Muñoz, Luisa Sala, Emilio Gutiérrez Caba, Pilar Muñoz, María José Goyanes, Roberto Llamas, Manuel Toscano, Fiorella Faltoyano, Concha Cuetos y Alfonso del Real.